# Некропола у Варни
Некропола у Варни (буг. Варненски халколитен некропол) је некропола пронађена на око 4. километра од центра Варне, и близу језера Варна, са краја  и почетка  миленијума п. н. е. То једно од најзначајнијих археолошких открића 20. века.
На овом локалитету пронађено је 294 гроба, од којих многи садрже примере напредне металургије злата и бакра, затим грнчарију (око 600 комада, од којих су неки обојени златом), квалитетна сечива од кремена и опсидијана, перле и шкољке. Најстарије обрађено злато на свету пронађено је у некрополи - потиче из периода од 4400. до 4100. године п. н. е, са којом граница енеолитика у антропологији сеже до V миленијума пре нове ере.

## Откриће
Локалитет је случајно открио у октобру 1972. године багериста Рајчо Маринов. Први који је ценио значајно историјско значење био је Димитар Златарски, оснивач Далгопољског историјског музеја. Позвали су га мештани да испита оно шта су затекли раније тог дана. Након што је Златарски схватио колико је тај налаз важан,  контактирао је Историјски музеј Варне. Након потписивања званичних докумената, предао је истраживања руководству Михаила Лазарова (1972—1976) и Ивана Иванова (1972—1991). Око 30% процењене површине некрополе још увек није истражено.
У склопу некрополе су пронађена укупно 294 гроба, од којих многи садрже софистициране примере металургије (злато и бакар), грнчарије (око 600 комада, укључујући и оне обојене златом), висококвалитетне оштрице од кремена и опсидијана, перли и шкољки.

## Погребни обреди
Део сахрањен у гробовима је сахрањен у згрченом положају а део у правилном положају. Неки гробови не садрже скелет, већ гробне дарове (кенотафе). Ови симболични (празни) гробови су најбогатији златним артефактима. Пронађено је три хиљаде златних артефаката, тежине око шест килограма.
У гробу 43 било је више злата него што је пронађено у целом остатку света из те епохе. Првобитно је идентификован као гроб принца, али се сада сматра да је гроб ковача. У три симболична гроба налазиле су се маске од непечене глине.
Налази су показали да је култура Варне имала трговачке везе са удаљеним земљама (вероватно укључујући доњу Волгу и Кикладе), можда извозећи металну робу и со из рудника камене соли у Провадији . Руда бакра коришћена у артефактима потиче из средњегорског рудника у близини Старе Загоре, а медитеранске шкољке пронађене у гробовима су можда служиле као примитивна валута.
Култура је имала софистицирана верска уверења о загробном животу и развила је хијерархијске статусне разлике.
Локалитет нуди најстарији познати доказ сахрањивања мушкарца који припада елитном делу друштва. Марија Гимбутас тврди да је крај петог миленијума пре нове ере време када је у Европи почела транзиција ка доминацији мушкараца. Мушкарац високог статуса, сахрањен са највећом количином злата, држао је ратну теслу или топуз и носио је златне корице за пенис. Златне плочице у облику бика такође могу представљати поштовање мушкости, инстинктивној снази и ратовања. Гимбутас сматра да су артефакте углавном израдили локални занатлије.

## Палеогенетика
Узорак АНИ152 (4683—4406 пре нове ере) из гроба бр. 43 има Y хаплотип Т.
Узорак садржи приближно једнак број појединаца: пореклом из степа, ловаца-сакупљача (ЦХГ) и пореклом из неолите у Анадолији.

## Изложбе у музејима
Артефакти се могу видети у Археолошком музеју Варне и у Националном историјском музеју у Софији. Током 2006. години, неки златни предмети из некрополе били су укључени у велику и широко рекламирану националну изложбу античког злата у Софији и Варни.
Злато Варне је излагано је ван Бугарске од 1973. године, када је уврштено је у националну изложбу „Злато трачког коњаника“, приказану у водећим светским музејима и изложбеним просторима током седамдесетих година XX столећа.
Године 1982. предмете из Варне били је изложен 7 месеци у Јапану као „Најстарије злато на свету – прва европска цивилизација“ са великим публицитетом, укључујући два целовечерња ТВ документарна филма. Током 1980-их и 1990-их ратефати су такође излагани Канади, Немачкој, Француској, Италији и Израелу, и представљена на насловној страни часописа „Национална географија”.
Артефакти некрополе у Варни први пут су приказани у Сједињеним Државама 1998. и 1999. године као део велике бугарске археолошке изложбе „Трачанско богатство: Благо из Бугарске”.
Током 2009–2010, неколико артефаката је приказано на Институту за проучавање античког света Универзитета Њујорк у заједничкој бугарско-румунско-молдавској изложби под називом „Изгубљени свет старе Европе: долина Дунава, 5000–3500 година пре нове ере”.